# Psilotreta amera
Psilotreta amera är en nattsländeart som beskrevs av Ross 1939. Psilotreta amera ingår i släktet Psilotreta och familjen böjrörsnattsländor. Inga underarter finns listade i Catalogue of Life.